# Edis Sánchez
Edis Alberto Sánchez Rosario es un percusionista, folklorista, pedagogo, bailarín, escritor y conferencista de la República Dominicana, nacido en La Vega y más conocido como “El Gurú”.

## Biografía
Comenzó sus años de formación como bailarín y percusionista del Ballet Folklórico Infantil Dominicano, pasando luego a formar parte del Ballet Folklórico Dominicano y el Ballet Folklórico de la Universidad Autónoma de Santo Domingo(UASD). 
Para el 1979 dirigía el Ballet Folklórico Infantil del club Adecea y fue fundador  en 1993 de DRUMAYOR, institución dedicada a la investigación, estudio y difusión de las expresiones Afro-Dominicanas. 
Ha impartido clases en importantes academias y centros culturales del país. Formó parte de destacadas agrupaciones musicales, fue director Nacional de Folklore -DINAFOLK- (2012-2016) y director general de Participación Popular (2016-2020) en el Ministerio de Cultura de la República Dominicana. En su amplia carrera ha ofrecido varios conciertos a nivel nacional e internacional, viajando por países de Europa, África y América.
Se ha destacado como investigador en el ámbito de la antropología, campo en el que ha desarrollado estudios centrados en el Patrimonio Cultural Inmaterial (PCI), especialmente en materia de música, instrumentos musicales, ritualidad, carnaval y arte culinario. De amplia y reconocida trayectoria profesional, es miembro de la Red Mundial de Facilitadores en materia de PCI de la UNESCO, de la Sociedad Dominicana de Antropología (SODAN), del Instituto de Estudios Caribeños (INEC) y de la Red de Carnavales del Caribe. 
Sus logros y méritos en la antropología y la música le han llevado a ejercer la docencia, actividad que desarrolló durante un largo período en la Universidad APEC y que actualmente desempeña en el Conservatorio Nacional de Música, en el Sistema Nacional de Formación Artística Especializada (SINFAE) y para los Ángeles de la Cultura del Despacho de la primera dama. 

Dada la excelencia de su quehacer pedagógico, ha sido reconocido como “Profesor Meritorio” de UNAPEC. En el año 2000 obtuvo el primer lugar del Premio TRIMALCA (Tribuna Musical para América Latina y el Caribe) del Consejo Internacional de la Música de la UNESCO en el renglón tradicional. 

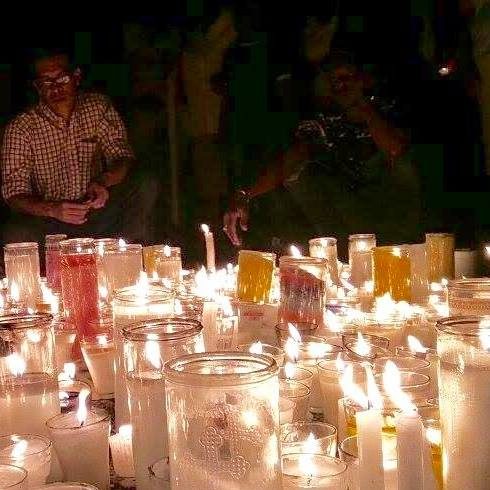
Edis Sánchez en la celebración de la Dolorita en Punta, El Chaparra durante la Cuaresma, Semana Santa.

Ha publicado varios artículos especializados y es coautor de los libros “La música Folklórica Dominicana”, junto al profesor Josué Santana y “Enclave AfroCaribe” (este último accesible desde la WEB) en el cual participa con varios autores caribeños y centroamericanos. 
Por disposición del Ayuntamiento Municipal, la Academia de Folklore de la Casa de la Cultura de La Vega (su ciudad natal) lleva su nombre. 
Fue profesor del Diplomado en Gestión Cultural de la Secretaría de Estado de Cultura donde además fue Coordinador de Apoyo a las Fiestas Folklóricas y Populares y la Universidad Autónoma de Santo Domingo (UASD)-2003, profesor del Diplomado en Didáctica de las Bellas Artes de La Dirección General de Bellas Artes - 2006 y profesor del Taller de Folklore Musical de la maestría Pedagogía del Arte de la Universidad Autónoma de Santo Domingo (UASD) - 2005, además de haber sido catedrático en esta universidad por el período 2018-2020.
Desde hace tiempo es profesor del Conservatorio Nacional de Música, consultor del proyecto Congos de Villa Mella y Guloyas de San Pedro de Macorís, Patrimonio Cultural e Inmaterial de la Humanidad, UNESCO-MHD-MC y director del Ensamble de Folklore del Conservatorio Nacional de Música.
Cuenta con su propia producción de diez temas, “El Gran Poder de Dios”, un disco antológico de las tradiciones dominicanas, coproducción artística CD Palomonte - 2008,  en Long Island N.Y. USA.
Trabajó como músico en la película The Lost City,  con el actor de Hollywood, Andy García. En el presente es Master en Gestión y Planificación de la Educación y está preparando su tercer libro.

## Premios
- Primer lugar en la Tribuna Musical de América Latina y el Caribe, renglón de música tradicional  México 2002, TRIMALCA - UNESCO.

- “Empleado estrella 2008” del Ministerio de Cultura.

- Profesor Meritorio del Departamento de Extensión Cultural de la Universidad APEC durante el período mayo - agosto del 2005 y enero - abril del 2008.

## Eventos en el extranjero

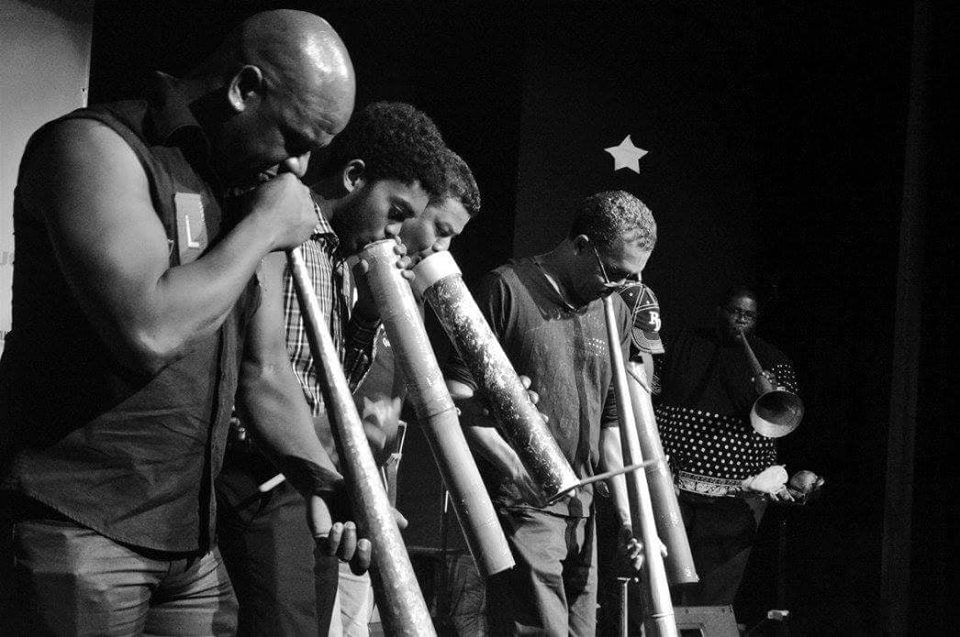
Edis Sánchez “Gurú” en Aeromembranófonos formando parte del Santo Domingo Jazz Festival, Casa de Teatro 2017.

- Exposición Universal de Sevilla 92, España.
- Francia, New Morning.
- Festival Couleur Café, Bruselas, Bélgica.
- Sfinks festival, Ámsterdam, Holanda.
- Dominican Arts Youth, Miami y World Music Institute, USA.
- Concierto de Música Caribeña en la Universidad de Costa Rica.
- Concierto a beneficio de los refugiados Haitianos en el exterior, Haití, 1997.
- Festival de Música Caribeña en Berlín, Bochum y Munich, Alemania.
- Concierto inaugural Casa de la Cultura Dominicana en N.Y.
- Festivales de Cultura  Afro-Dominicana 2004-2005, City College NY, USA.
- Festival Internacional de Patrimonio Inmaterial, Venezuela, octubre  2005.
- Festival Todos los Tambores del Mundo, julio de 2006 Venezuela.
- Encuentro de Expertos del Proyecto Enclave AfroCaribe de los CCE de Centroamérica y el Caribe, Costa Rica, 2009 y  Antigua Guatemala, 2010.
- Taller de formación de formadores en materia del Patrimonio Cultural Inmaterial, La Habana, Cuba, abril de 2011.
- Coordinador acompañante de las delegaciones a participar con los Guloyas y Los Paleros de Mandinga en el Ile de France Festival, París, Unesco, 2008 y 2014.
- Festival del Tambor Gowka (Conferencias sobre el PCI y concierto), Guadalupe, 2013.
- Conmemoración del Décimo Aniversario de la Convención de la UNESCO, Cuzco, Perú, 2013.
- Miembro de la Delegación Dominicana en la Red de Carnavales del Caribe, Barranquilla, Colombia, 2013 y Santiago de Cuba, 2015.
- Asamblea General del Patrimonio Cultural Inmaterial de la UNESCO, París - 2014 y Namibia, África - 2015.

## Artículos Publicados
- Instrumentos Musicales Afro-Dominicanos, catálogo IV Festival Antropológico de Culturas Afroamericanas de Santo Domingo.
- Los Congos de Villa Mella (junto al antropólogo Carlos Hernández).
- Latin American Music Review, Universidad de Texas.
- Nuestros Instrumentos Musicales, Revista  Corporativa El Leoncito, del Grupo León Jimenes.
- Altares en Santo Domingo Este, Boletín del Museo del Hombre Dominicano, 2015.

## Grabaciones

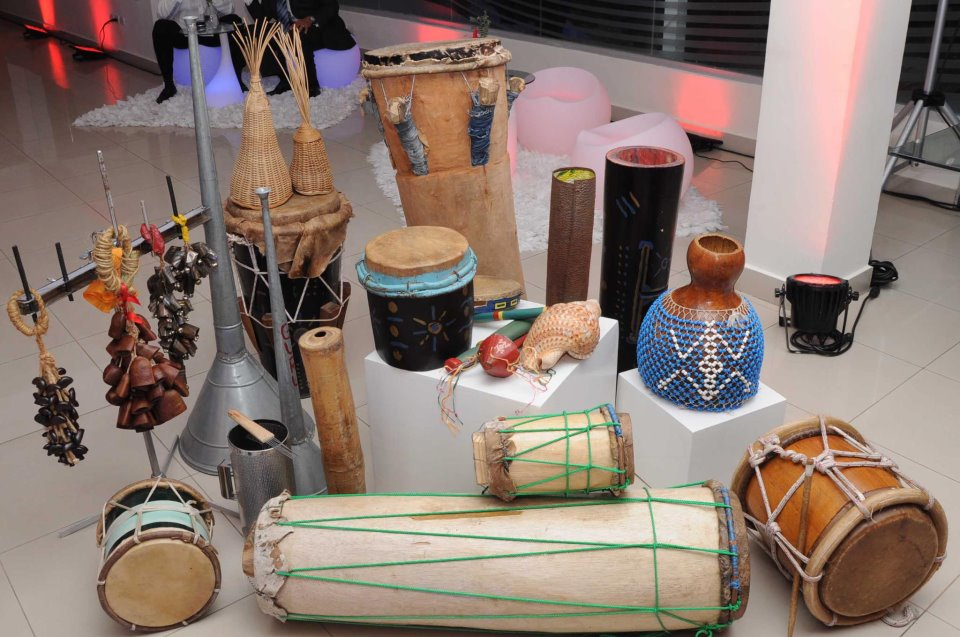
Exhibición de instrumentos de la colección de Edis Sánchez.

### Producción artística de los  CDS
- Música Raíz (Congos de Villa Mella), Libro CD.
- Jaleo Dominicano.
- V festival Antropológico de Culturas Afroamericanas de Santo Domingo.
- Discos de los Congos y los Guloyas para las candidaturas de Patrimonios de la Humanidad, de la UNESCO (2001-2005).

## Desempeño profesional
- Miembro del Comité Organizador del Festival Fradique Lizardo de la Fundación Manuel Jiménez, octubre del 2007 en Santo Domingo Este.
- Director Artístico del festival “Good Morning Guavaberry”, San Pedro de Macorís, realizado en diciembre del 2007-2008, en homenaje a los Guloyas)
- Profesor de Folklore en el Programa “Español Como Segunda Lengua”, dirigido a extranjeros (USA) de la Pontificia Universidad Católica Madre y Maestra (PUCMMA), eventual.
- Profesor de taller de folklore de las clases de cultura dominicana para extranjeros de la Facultad Latinoamericana de Ciencias Sociales (FLACSO), eventual.
- Profesor del Taller de Organología Folklórica Dominicana de la Escuela Nacional de Danza, noviembre del 2007.
- Taller de folklore dominicano a los estudiantes de la University at Albany del estado de N.Y., en enero del 2008.
- Coordinador del Encuentro con Grupos de la Herencia Cultural Intangible Dominicana, octubre del 2010.
- Director del grupo Folklórico de la Universidad APEC.
- Jurado y coordinador del jurado del Desfile Nacional de Carnaval del Distrito Nacional y Santo Domingo Este.
- Coordinador General del 1.er. Festival de la Cultura de Villa Mella, 2011.
- Miembro de la Comisión Nacional Dominicana de la Conmemoración del Año de la Afrodescendencia, desde 2011.
- Egresado magna cum laude de la carrera de Antropología en la UASD, agosto de 2012.
- Miembro de la Comisión Nacional Dominicana de la Memoria del Mundo, 2012 - 2016.
- Máster en Planificación y Gestión de la Educación de la Universidad Católica Santo Domingo, abril de 2016.
- Embajador de la Academia del Arte Culinario del Mundo Creol de París, desde 2017.